# Caribbean Regional Fisheries Mechanism
Het Caribbean Regional Fisheries Mechanism (CRFM) is een instelling van de Caricom in Belize.
Op 4 februari 2002 werd binnen de Caricom de overeenkomst voor de oprichting van het CRFM getekend. De feitelijke oprichting gebeurde op 27 maart 2003 in Belize City. In 2004 hielp het CRFM kleinschalige vissers om de Caribbean Network of Fisherfolk Organisations (CNFO) op te richten.
Het doel van de organisatie is verantwoordelijke regionale visserij te bevorderen en faciliteren. Het mechanisme bestaat uit een raad van ministers van Visserij van elk van de lidstaten. Verder heeft het een secretariaat (Technical Unit) en een Caribisch Visserijforum met vertegenwoordigers van de lidstaten en geassocieerde lidstaten en een waarnemer.

## Lidstaten
De volgende landen zijn aangesloten bij het CRFM:
- Anguilla
- Antigua en Barbuda
- Bahama's
- Barbados
- Belize
- Dominica
- Grenada
- Guyana
- Haïti
- Jamaica
- Montserrat
- Saint Kitts en Nevis
- Saint Lucia
- Saint Vincent en de Grenadines
- Suriname
- Trinidad en Tobago
- Turks- en Caicoseilanden